# Monestir de Troclar
Troclar fou un antic monestir de l'Albigès fundat el segle VII per Cramsici, pare de santa Segolena, com a lloc pel retir espiritual de la seva filla que en va esdevenir la primera abadessa. Fou un monestir mixt. L'església principal estava dedicada a la Verge. L'abadia fou posada al segle XII pel papa Pasqual II, sota dependència de Saint-Victor de Marsella com a priorat conventual, i va agafar el nom de monestir de santa Segolena de la Grave (per La Grave, un lloc a la riba esquerra del Tarn entre Albi i Gaillac, a menys de 10 km de la primera i la meitat de l'altra); el convent va estar ocupat fins al segle XIV quan el papa Urbà V el va unir al col·legi regular de Saint-Germain de Montpeller fundat per als religiosos de l'abadia de Saint-Victor, i que fou secularitzat el segle XVI formant capítol de la catedral de Montpeller; el priorat fou agregat al gran arxidiaconat de l'església de Montpeller. L'edifici va acabar destruït posteriorment en les guerres religioses.